# Briatico
Briatico (Euriatikòn, Ευριατικόν in greco bizantino; Vriàticu in calabrese) è un comune italiano di 3 585 abitanti della provincia di Vibo Valentia in Calabria.

## Geografia fisica
Briatico è adagiato sulle scogliere della costa degli Dei e si affaccia sul golfo di Sant'Eufemia.

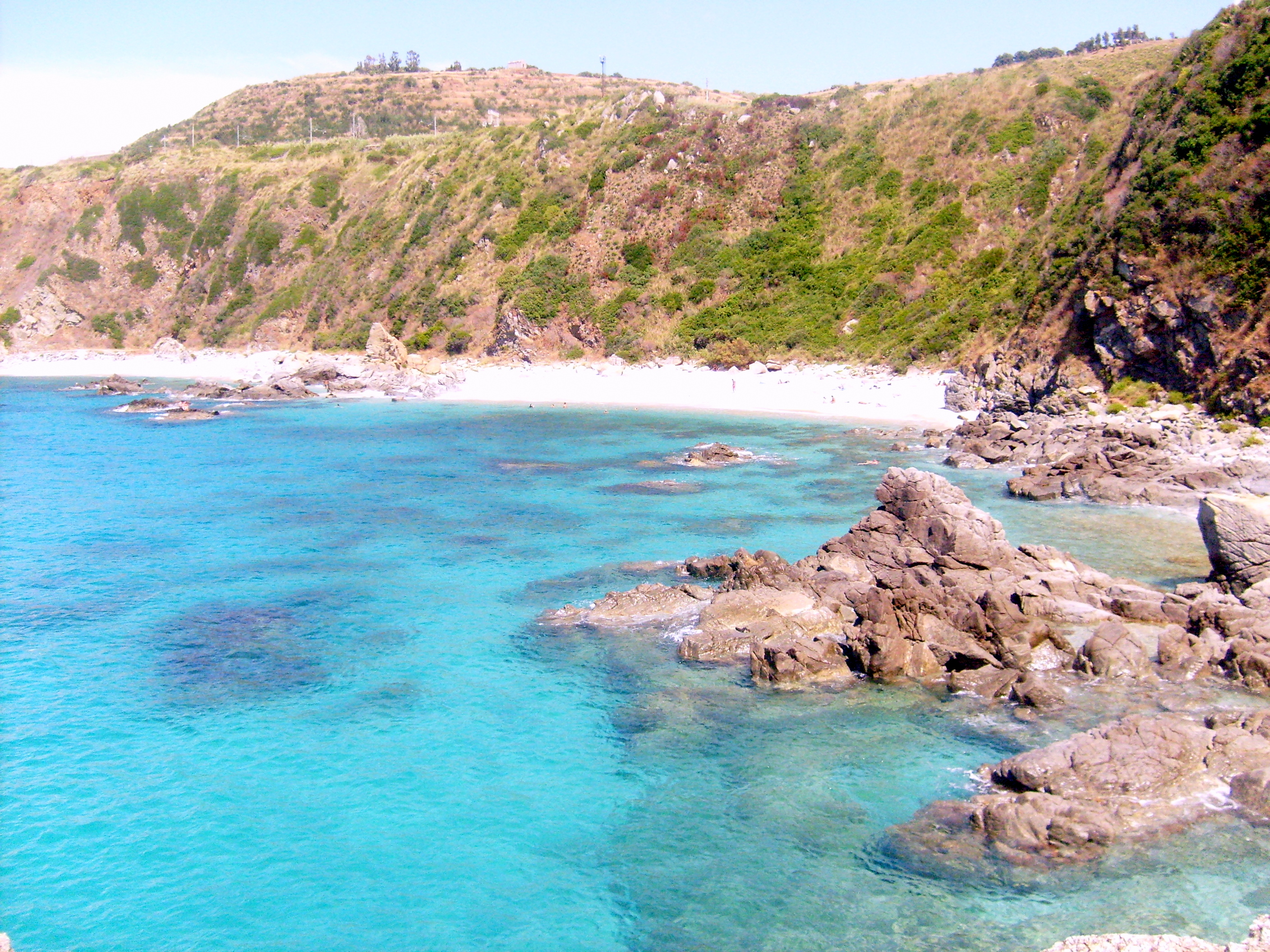
Punta di Zambrone

## Storia

### Dall'origine al rinascimento
La fondazione di Briatico è per tradizione fatta risalire ai Locresi, al tempo del loro passaggio a Hipponion. Le prime testimonianze certe sull'esistenza di Briatico risalgono al XII secolo quando Ruggero il Normanno, in una bolla riguardante la fondazione della diocesi di Mileto, accennò al piccolo centro di Euriatikon (l'attuale Briatico). La stessa denominazione fu poi riportata in dieci pergamene compilate tra il 1130 e il 1271. In questi documenti si legge che nel 1276 il territorio di Euriatikon si estendeva dal fiume Trainiti al fiume Potame, comprendendo ventidue borgate. Il toponimo Briatico si riscontra, comunque, anche nel XIII secolo accanto a quello di Euriatikon.

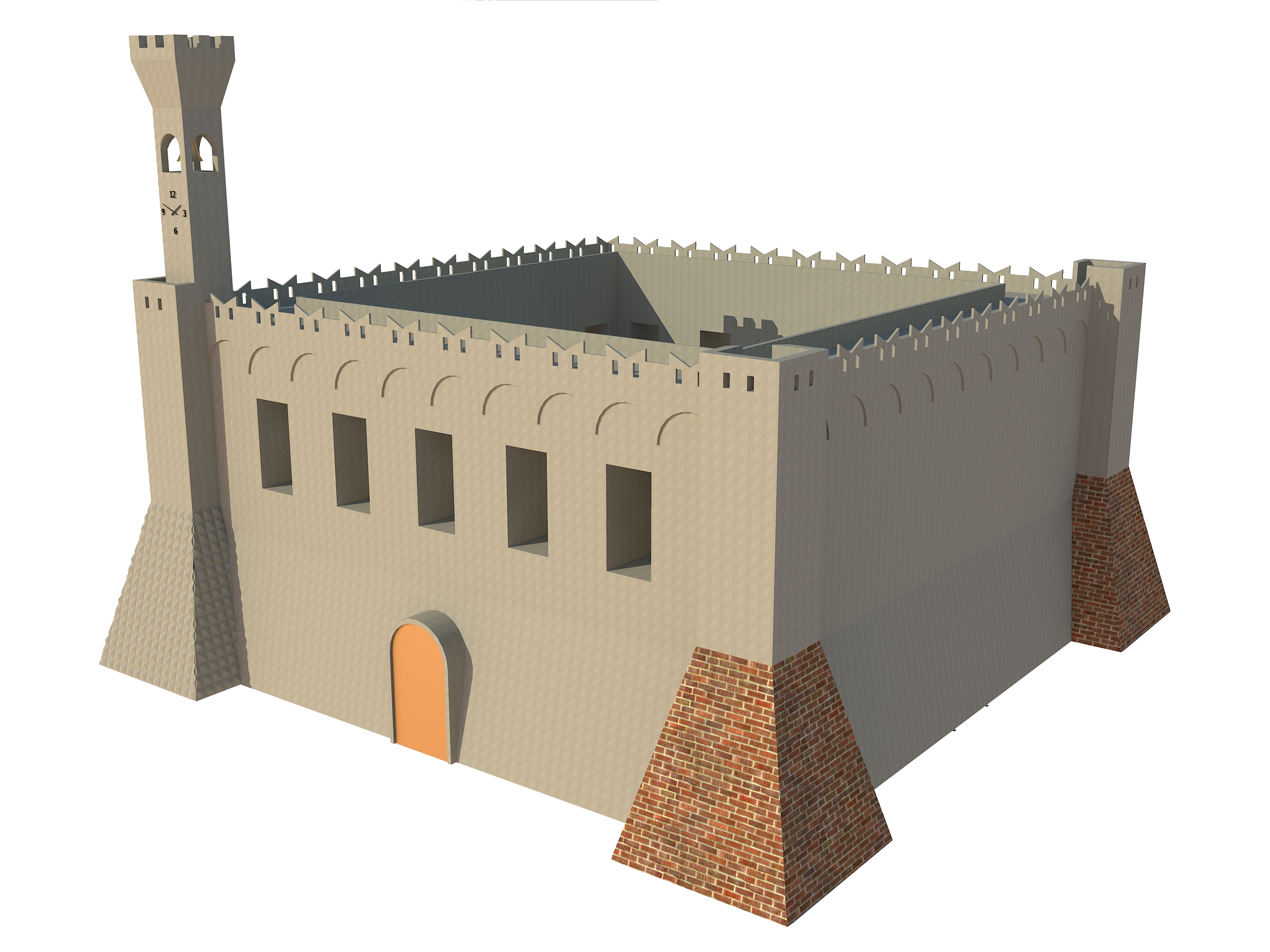
Ricostruzione Grafica del castello di Briatico Vecchia di Landro Nicola

Durante il periodo feudale la cittadina passò sotto vari domini: Niccolo de Trayna l'ebbe nel 1269 dal re Carlo I d'Angiò e la tenne fino alla morte avvenuta intorno al 1278, fu poi la volta di Adamo d'Elmis fino al 1304 a cui seguirono Gilberto de Santillis, Leone da Reggio, gran siniscalco del Regno di Napoli, e sua figlia Sibilla, che, andata in sposa a Pietro III Ruffo conte di Catanzaro, gli portò in dote alcuni feudi tra cui Briatico. Ai Ruffo di Catanzaro restò fino al 1404 quando, per le ribellioni al sovrano, Nicolò Ruffo fu spodestato da re Ladislao I che vendette Briatico a Rinaldo d'Aquino, barone di Castiglione. Nel corso dell'ultimo secolo del Medioevo numerosi furono i mutamenti nella signoria di Briatico: dai d'Aquino il borgo andò ai Ruffo di Montalto per passare poi a Marino Marzano (per successione materna) che lo ebbe fino al 1464 e, successivamente, al suo genero Leonardo di Tocco che lo detenne per soli tre anni. Il 1494, data riportata sotto lo stemma cittadino in cifre romane, è l'anno in cui Briatico diventerà città libera, governata da un sindaco.
Ma già nel 1496 il feudo fu concesso agli spagnoli de Castro Bisbal che vi ottennero il titolo di conti. Con loro iniziò un periodo di maggiore stabilità del dominio che si protrasse fino alla fine del XVI secolo, quando, estinta questa casata, il feudo passò con ai Pignatelli di Monteleone, famiglia che governò su Briatico fino all'eversione della feudalità nel 1806.

### I terremoti e la ricostruzione
Durante questi lunghi anni il paese fu scosso da tre terribili terremoti. Il terremoto del 27 marzo 1638 provocò ingenti danni alle abitazioni e lo stesso accadde col terremoto del 5 e 6 novembre 1659. Ma quello del 5 febbraio 1783 non lasciò scampo: la città fu rasa al suolo, le case completamente distrutte, e vi furono innumerevoli vittime. Con coraggio, però, il 4 aprile dello stesso anno i 925 sopravvissuti si riunirono sulla spiaggia nei pressi della torretta di avvistamento, oggi detta "la Rocchetta". Durante l'assemblea presieduta da Luigi Lieto, giudice della città, gli abitanti proposero di ricostruire il centro abitato in contrada S. Giovanni (detta anche Cocca), proprietà del duca Ettore Maria Pignatelli. Quest'ultimo, senza esitazioni, fece abbattere una gran parte delle vigne che si estendevano sulla contrada per rendere edificabile la zona. Ordinò, inoltre, la costruzione di otto baracconi destinati alle famiglie più povere e fornì il materiale per l'edificazione delle case. I tecnici progettarono una pianta ortogonale orientando gli apici della città verso i punti cardinali. Tecnica pensata per evitare altri disastri in caso di terremoto. Nonostante le difficoltà Briatico fu ricostruita più grande e più forte di prima. Nel 1812, infatti, divenne capoluogo di circondario con giurisdizione su Triparni e Vena Superiore. Nel 1816 anche su Zungri. Il mandamento fu poi soppresso il 30 marzo del 1890. Un altro violento terremoto nel 1905, però, mise a dura prova Briatico, causando ancora danni e paura.

## Monumenti e luoghi d'interesse
Di Briatico Vecchio, che sorgeva su un colle alla destra della fiumara Murria, distrutto dal sisma del 1783, rimangono i ruderi del Castello medievale fatto edificare da Ferdinando Bisbal e dell'antico centro abitato, che all'epoca contava 12 chiese, 3 conventi e aveva un'enorme importanza storico-culturale.
Sulla spiaggia restano solo due delle 5 Torri del sistema difensivo antiturco:
- la Rocchetta, alta torre di vedetta costiera a pianta pentagonale, costruita in origine dai greci, ricostruita dai romani, venne rimaneggiata in epoca medievale;
- Torre Sant'Irene, eretta dal governo vice Reale Spagnolo a vedetta contro le incursioni barbaresche.

Sono stati trovati resti di epoca preistorica come terrecotte, nonché altri utensili in selce ed ossidiana, un vaso con dentro resti umani ed un ricco corredo comprendente un pendente di cristallo in rocca, grani di ambra ed uno di corniola con delle incisioni. Si tratterebbe di un insediamento umano risalente all'età del rame. Poi anche necropoli romane di età imperiale e avanzi di un complesso edilizio (forse terme) anch'essi di età imperiali. Lungo la valle del Murria vi sono grotte eremitiche medievali, alcune delle quali denominate "Grotte delle fate".
Del Convento dei Padri Domenicani fondato nel 1498 e della chiesetta di Santa Maria del Franco di età normanna (sec. XI) distrutti dal terremoto del 1783, rimangono poche vestigia. Della chiesa di Santa Maria del Franco è la statua della compatrona di Briatico, la Madonna Immacolata (anticamente S. Maria del Ginocchio), statua spagnola seicentesca di meravigliosa fattura. Dal duomo di San Nicola, anch'esso ormai rudere, viene invece la bellissima tela di San Nicola dipinta nel '600 da Tommaso di Florio, pittore vibonese, e un crocefisso quattrocentesco. Tutte queste opere sono oggi conservate nella Chiesa Matrice dedicata al patrono San Nicola.

## Società

### Evoluzione demografica
Abitanti censiti

### Etnie e minoranze straniere
Secondo i dati ISTAT al 31 dicembre 2010 i cittadini stranieri residenti erano 149 persone.
Le nazionalità maggiormente rappresentate in base alla loro percentuale sul totale della popolazione residente erano:
- Romania 47 (1,14%)
- Bulgaria 29 (0,70%)
- Ucraina 22 (0,53%)
- Malta 17 (0,41%)

## Economia
L'economia briaticese si può dire sia trainata dal turismo balneare, viste le strutture (alberghi, villaggi, camping, ecc.) che nel periodo estivo si riempiono e offrono servizi.
L'agricoltura è legata a prodotti tipici locali come la cipolla rossa di Tropea (che viene, però, raccolta nei territori circostanti e non a Tropea, come fa credere erroneamente il nome). La pesca è anche attiva, ma non a livelli industriali e sul territorio sono presenti molte cave che fornivano marna al cementificio di Vibo Marina, ormai dismesso dal 2012. L'indice di disoccupazione è, però, abbastanza alto.

## Infrastrutture e trasporti
Briatico possiede una stazione ferroviaria, utilizzata per tratte regionali. L’intero comune presenta un servizio di trasporto pubblico locale, assicurato da Ferrovie della Calabria (che serve Briatico) e dalle Autolinee Genco (che servono Briatico e le sue frazioni), che operano linee di autobus extraurbane, collegando il comune con le località vicine e i principali poli scolastici e commerciali della zona.

## Amministrazione
| Periodo           | Periodo           | Primo cittadino                                 | Partito                                  | Carica                    | Note  |
| ----------------- | ----------------- | ----------------------------------------------- | ---------------------------------------- | ------------------------- | ----- |
| 21 novembre 1993  | 30 novembre 1997  | Antonio Casuscelli Di Tocco                     | Democrazia Cristiana                     | sindaco                   |       |
| 30 novembre 1997  | 27 maggio 2002    | Antonio Casuscelli Di Tocco                     | lista civica                             | sindaco                   |       |
| 27 maggio 2002    | 17 marzo 2003     | Costantino Massara                              | lista civica                             | sindaco                   |       |
| 17 marzo 2003     | 4 aprile 2005     |                                                 |                                          | commissario straordinario | [ 6 ] |
| 4 aprile 2005     | 29 marzo 2010     | Andrea Niglia                                   | lista civica di centro-sinistra          | sindaco                   |       |
| 29 marzo 2010     | 24 gennaio 2012   | Francesco Prestia                               | lista civica                             | sindaco                   |       |
| 24 gennaio 2012   | 25 maggio 2014    |                                                 |                                          | commissario straordinario | [ 6 ] |
| 25 maggio 2014    | 11 maggio 2018    | Andrea Niglia                                   | lista civica Il coraggio di ricominciare | sindaco                   |       |
| 11 maggio 2018    | 21 settembre 2020 | Leonardo La Vigna Francesco Mauceri Teresa Pace |                                          | commissario straordinario | [ 6 ] |
| 21 settembre 2020 | in carica         | Lidio Vallone                                   | lista civica Briatico per sempre         | sindaco                   |       |

### Scioglimento Consiglio comunale
Nel 2003 il Consiglio comunale di Briatico è stato sciolto per infiltrazioni mafiose con decreto del presidente della Repubblica(d.lgs. 267/2000 art. 143), le indagini hanno riscontrato legami tra alcuni amministratori locali e soggetti mafiosi al fine di gestire illegalmente gli appalti pubblici, le concessioni e le autorizzazioni inoltre è stato rilevato il fenomeno dell'abusivismo edilizio non contrastato dagli organi di governo locali e anche ingerenze della 'ndrangheta nella predisposizione del piano regolatore comunale, il tutto a danno della collettività come dichiara la relazione del Ministero dell'interno :Il complesso degli elementi riscontrati manifesta chiaramente che si è determinato in quell'ente uno stato di alterazione del libero convincimento per effetto delle interferenze di fattori esterni al quadro degli interessi locali, riconducibili alla criminalità organizzata che pregiudicano le fondamentali garanzie democratiche.

### Sindaci
I Sindaci che si sono susseguiti alla guida di Briatico dal 1806 al 1990 sono:
- 1808 Insardà Giuseppe
- 1809 Satriani Bernardo
- 1810 Satriani Pietro
- 1812 Satriano Leonardo
- 1814 Satriani Pietro
- 1816 Satriani Pietro
- 1818 Lombardi Giovanni
- 1820 Lombardi Giovanni
- 1822 Lombardi Giovanni
- 1824 Carratelli Nicola
- 1827 Satriani Antonino
- 1830 Satriani Bernardo
- 1832 Satriani Antonino
- 1842 Insardà Domenico
- 1843 Nicolini Saverio
- 1845 Carratelli Nicola
- 1848 Bisogni Antonino
- 1851 Bisogni Antonino
- 1854 Satriani Vincenzo
- 1857 Satriani Vincenzo
- 1860 Satriano Lorenzo
- 1865 Lombardi Satriani Luigi
- 1867 Satriano Lorenzo
- 1868 Satriani Gaetano
- 1872 Mantella Francesco – delegato Regio
- 1873 Bisogni Antonino
- 1875 Lombardi Satriani Luigi
- 1880 Fracapane Domenico
- 1883 Lombardi Satriani Cesare
- 1885 Bisogni Nicola
- 1888 Lombardi Satriani Cesare
- 1891 Lombardi Satriani Cesare
- 1896 Bisogni Nicola
- 1897 Buongiovanni Nicola – Commissario
- 1897-1911 Bisogni Nicola
- 1914-1917 Lombardi Satriani Raffaele
- 1920 Lombardi Satriani Nicola
- 1923 De Vita Giuseppe – Comm. Prefettizio
- 1924 Genovese Michele
- 1925 Bisogni Antonino – Comm. Prefettizio
- 1926 Bisogni Antonino – Podestà
- 1935 Marzano Domenico – Comm. Prefettizio
- 1936 Marzano Domenico – Podestà
- 1940 Satriano Francesco – Podestà
- 1944 Pietropaolo Antonio – Comm. Prefettizio
- 1945 Pietropaolo Francesco – Comm. Prefettizio
- 1945 De Vita Filippo – Comm. Prefettizio
- 1945 Prostamo Giacomo – Sindaco
- 1948 Prostamo Giacomo – Sindaco
- 1952 Bisogni Antonino – Sindaco
- 1956 Bisogni Antonino – Sindaco
- 1960 Bisogni Renato – Sindaco
- 1963-1978 Pannaci Adolfo – Sindaco
- 1979-1989 Grasso Giuseppe – Sindaco
- 1990 Vallone Lidio